# 山本百合子
山本百合子（日语：／ Yamamoto Yuriko，1960年2月13日—），日本女性配音員、演員、歌手、旁白。出身於東京都日野市。青二Production所屬。身高161cm。A型血。

## 經歷
山本百合子從小喜歡游泳，上過游泳學校，中學時期加入了游泳社。起初會自由式，但在中學時期開始喜歡腦力激盪。本身是一個普通的孩子，只是在中學時作為游泳的校隊代表脫穎而出。
她從小立志要當歌手，中學時期參加廣播節目展現歌喉，並連續5週獲勝。16歲時就讀堀越高中的娛樂課程時作為歌手出道。偶像時期跟她同期出道的有粉紅淑女。1976年4月25日，其出道歌曲經由TEICHIKU RECORD發行。包括此歌在內，總共推出3張唱片。1977年於TBS系列播出的《光之崖》第一次出現在電視劇裡。此外也曾擔任NHK科學教育節目《超人之眼》的助理，並在NHK廣播節目中出現。偶像時期所屬的經紀公司是六本木Office。
1979年10月，於東京澀谷的西武劇場演出、話劇實驗室天井棧敷所表演的音樂劇《魔術音樂劇 巴托克的藍鬍子公爵的城堡》飾演主角朱迪特，並與{link-ja|高橋弘美|高橋ひとみ}}及三上博史共同演出。2014年9月21日，她與疏遠30年的高橋重逢，並在朝日電視台播出的中講述了當時的回憶。
1980年，她第一次與動畫業界接軌，是在動畫電影《人造人009 超銀河傳說》裡演唱插入歌。次年1981年，以電視動畫《你好！珊蒂貝爾》裡作為配音員首次亮相（飾演珊蒂貝爾）。
她在擔任擔任旁白期間，因為她昂揚的演講風格，經常被誤認為是粉紅色的電話的清水美子。
近年來，她和其他同代女性配音員一樣，主要從事旁白行業。雖然動畫作品有所減少，但她在家庭教師的TRY電視廣告「教教我吧！TRY老師」、《阿爾卑斯山的少女》裡飾演克拉拉，代替退休的吉田理保子。

## 人物介紹

### 特色
主要活躍於1980年代。
部分原因是她從歌手轉型，出現在許多歌曲中，如《北斗神拳》、《超獸機神斷空我》、《魔法使莎莉》、《神通小精靈》、《喬琪姑娘》、《魔法少女Silky Lip》（Mega-CD版），她還為本身演出的許多作品（包括動畫和遊戲）演唱了角色歌曲、插入歌曲以及片頭和片尾主題曲。

### 經緯、逸事
- 她和飾演003的杉山佳壽子等人一起乘坐夜行列車去參加《人造人009 超銀河傳說》的活動時，由於故事的流暢，大家輪流嘗試讓海蒂的聲音變得高亢。這時，山本的聲音受到了杉山的稱讚，並說「這在後來我第一次參加配音試鏡時給了我潛在的信心」。
- 她的出道作品《你好！珊蒂貝爾（日语：ハロー!サンディベル）》最初參加了主題曲歌手的試鏡[3]。結果落選，但在得知有主角配音的試鏡後，就決定參加而通過了[3]。
- 鶴弘美在「VoiceNewtype女性篇」裡將山本的名字作為密友提及。鶴弘美於2017年去世時，隨後舉行的告別式由山本主持。
- 24歲與圈外男性結婚，是個高中體育老師。她現在也是一位母親。
- 音域：地聲C～C（假聲G）[5]。興趣：高爾夫、FC東京應援、蒐集御朱印[5]。

## 演出
粗體字表示主要角色。

### 電視動畫
1981年
- 你好！珊蒂貝爾（日语：ハロー!サンディベル）（珊蒂貝爾·克莉絲蒂[11]）

1982年
- 我的青春的阿卡迪亞 無限軌道SSX（日语：わが青春のアルカディア 無限軌道SSX）（拉·美鈴[12]）

1983年
- 停止!! 雲雀（利巴維、高圓寺小百合）
- 美雪、美雪（未婚妻）
- 喬琪姑娘（日语：ジョージィ!）（喬琪[13]）

1984年
- Gu-Gu甘莫（日语：Gu-Guガンモ）（澤村繪里子、高菜）
- 樹熊歷險記（日语：コアラボーイ コッキィ）（貝緹）
- 宗谷物語（日语：宗谷物語）（裕子、道子）
- 高帽子的梅莫兒（銀荊）
- 電腦戰士雷薩里昂（百合子）
- 北斗神拳（1984年—1987年，尤莉亞（日语：ユリア (北斗の拳)）[14]、堂〈初代〉、秋梅）2系列
- 牧場上的少女卡特莉（艾蜜莉亞）
- 夢戰士WING-MAN（日语：ウイングマン）（1984年—1985年，森本桃子）

1985年
- 星槍士俾斯麥（米緹雅）
- 超獸機神斷空我（結城沙羅[15]）
- 俏皮小百寶（野野宮純[16]）
- 魔法妖精貝露莎（妖精公主〈第2代〉）

1986年
- 宇宙船人馬座（日语：宇宙船サジタリウス）（露露[17]）
- 鬼太郎 (第3作)（1986年—1987年，茜、增田華子、花子）
- 機動戰士鋼彈ZZ（拉莎拉·月、莎拉莎·月）
- 剛Q超兒一氣人（日语：剛Q超児イッキマン）（凱撒琳[18]、莫妮卡）
- 青春動畫全集（日语：青春アニメ全集）（艾莉絲、美登利）
- 聖鬥士星矢（1986年—1989年，天鷹座魔鈴[19]）
- 高校！奇面組（日语：ハイスクール!奇面組）（1986年—1987年，漂亮[20]、僵屍）
- 高爾夫頑童猿丸（雷德·史科盧皮歐）
- 楓葉鎮物語（索菲亞）

1987年
- 超能力魔美（佐倉瞳）
- 奇天烈大百科（1987年—1988年，野野花美代子、櫻、雪姬、真紀、白鳥老師）
- 肥牛牛布斯（雞）
- 城市獵人（1987年—1991年，名取和枝、小林美雪）2系列
- 新楓葉鎮物語 棕櫚鎮篇（西爾維）
- 之後頓珍漢（日语：ついでにとんちんかん）（白鳥飛世子）
- 七龍珠（チャオ）

1988年
- 橙路（星菫）
- 新格林名作劇場（羅莎[21]）
- 麵包超人（1988年—1993年，蘋果妹妹、鉛筆小子〈初代〉）
- 鬥將!! 拉麵男（拉娘[22]）
- 變形金剛：超神 Master Force（1988年—1989年，米奈娃[23]）
- 甜蜜小天使 (1988年版)（白井魔子）
- 燃燒吧！哥哥（綾小路小百合）

1989年
- 聖魔大戰（神傳蕾拉）
- 比利犬商會（日语：ビリ犬）（茜）
- 魔法使莎莉 (1989年版)（1989年—1991年，夢野莎莉[24]）

1990年
- 八百八町表裏化妝師（日语：八百八町表裏 化粧師）（紫太夫）
- 神通小精靈（1990年—1992年，梨愛·喜仲茂）
- 黑色推銷員（慶子）

1991年
- 人魚公主 瑪莉娜的冒險（日语：人魚姫 マリーナの冒険）（珊瑚紅）
- 校園七大不可思議神秘事件（日语：ハイスクールミステリー学園七不思議）（千草綾子）

1993年
- GS美神（龍崎靈華）

1995年
- 動畫世界的童話（日语：世界名作童話シリーズ ワ〜ォ!メルヘン王国）（公主）
- 美少女戰士SuperS 特別篇（莉莉卡）

2000年
- 週刊故事樂園（日语：週刊ストーリーランド）（晃子）

2001年
- 神奇寶貝（瑪雅）

2004年
- 名偵探柯南（2004年—2012年，人見加奈子、加門初音）

2005年
- AIR（遠野美凪的母親）

2006年
- 天使心（淺倉朋美）

2007年
- 獸裝機攻斷空我NOVA（弗拉迪米爾[25]）

2012年
- 櫻桃小丸子 (第2期)（2012年—2022年，杏子、大石老師）

2016年
- 魔法使 光之美少女！（妖精之鄉的女王[26]）

2017年
- ONE PIECE（2017年—2023年，賓什莫克·索菈[27]、忍）

2020年
- Asatir 未來的傳說故事（日语：アサティール 未来の昔ばなし）（法菈）

### 電影動畫
1982年
- 劇場版 我們的青春阿爾卡迪亞（日语：わが青春のアルカディア）（拉·美鈴[28]）

1984年
- 金肉人：大暴動！正義超人（日语：キン肉マン 大暴れ!正義超人）（拌飯）

1985年
- 神劍（智子〈朱莉〉[29]）
- 企鵝記憶幸福故事（日语：ペンギンズ・メモリー 幸福物語）（小孩A）

1986年
- GALL FORCE ETERNAL STORY／地球章（日语：ガルフォース）（1986年—1989年，拉米、拉米緹雅）2作品
- 超級瑪利歐兄弟：碧奇公主救出大作戰！（日语：スーパーマリオブラザーズ ピーチ姫救出大作戦!）（奇諾比奧1）
- 劇場版 北斗神拳（日语：北斗の拳 (1986年の映画)）（尤莉亞（日语：ユリア (北斗の拳)）[30]）
- 哆啦A夢：大雄與鐵人兵團（莉露露）

1988年
- 劇場版 鬥將!! 拉麵男（拉娘）

1989年
- 變幻退魔夜行 迦樓羅漫舞！ 奈良怨靈繪卷（日语：カルラ舞う!）（扇舞子）

1990年
- 劇場版 魔法使莎莉（夢野莎莉）

1991年
- 劇場版 神通小精靈（日语：まじかる☆タルるートくん (1991年の映画)）（梨愛·喜仲茂）

1992年
- 麵包超人：麵包超人與愉快的夥伴們（日语：それいけ!アンパンマン つみき城のひみつ#それいけ!アンパンマン アンパンマンとゆかいな仲間たち）（蘋果妹妹）

1993年
- 鐵拳對鋼拳1993（淺野）

1997年
- 蠟筆小新：黑暗珠珠大追擊（東松山米）

2004年
- 聖鬥士星矢 天界篇 序奏 ～overture～（天鷹座 魔鈴）

2014年
- 麵包超人：蘋果小子和大家的願望（日语：それいけ!アンパンマン りんごぼうやとみんなの願い）（蘋果妹妹）

2019年
- 劇場版 城市獵人：新宿PRIVATE EYES（名取和江）

### OVA
1985年
- 戰鬥吧!! 伊庫薩1（伊庫薩1）
- NORA（諾拉·史考拉）
- 環遊世界八十天（羅咪公主）

1986年
- 活劇少女偵探團（日语：活劇少女探偵団）（江戶川友里子[31]）
- GALL FORCE（日语：ガルフォース）（拉米、拉米緹雅）
- 超時空羅曼藝術 SAMY MISSING 99（日语：超時空ロマネスク SAMY MISSING・99）（暴走族真紀）
- 超獸機神斷空我 給死者們的鎮魂歌（結城沙羅）
- 閃耀之心 到達不了銀河系（日语：トゥインクルハート 銀河系までとどかない）（貝瑞）

1987年
- 禁斷默示錄 Crystal Triangle（日语：禁断の黙示録 クリスタル・トライアングル）（古都雅）
- 超獸機神斷空我 GOD BLESS DANCOUGA（結城沙羅）
- 花之飛鳥組！新歌舞伎町物語（日语：花のあすか組!#OVA1）（佳子）

1988年
- 雷諾尼都紀事 屠龍者傳說（卡菈）
- Harbor Lights物語 ～來自時裝拉拉～（日语：魔法のデザイナーファッションララ）（美穗／時裝拉拉）

1989年
- 天使夜未眠（日语：アーシアン）（孝子[32]）
- RHEA GALL FORCE（日语：ガルフォース）（拉米緹雅）
- 超獸機神斷空我 白熱之終章（結城沙羅）
- 爆走賽車場浪漫 TWIN（日语：TWIN）（內田響）
- Hi-SPEED JECY（日语：ハイスピード・ジェシー）（特蕾露）
- 燃燒吧！哥哥（綾小路小百合）
- 學園雙嬌娃（日语：やじきた学園道中記）（矢島順子）

1990年
- 超級真實麻雀▽霞▽美紀▽翔子的初次見面（日语：スーパーリアル麻雀）（翔子）
- 變幻退魔夜行 迦樓羅漫舞！ 仙台小芥子怨歌（日语：カルラ舞う!）（扇舞子）
- 冒險！伊庫薩3（伊庫薩1）

1991年
- 銀河英雄傳說（艾芳瑟琳·米達麥亞）
- 超級瑪利歐世界 瑪利歐與耀西的冒險島（碧姬公主）
- 聖傳（蘇摩）
- 咆哮女郎巴明欣（王島巴）

1992年
- 機神兵團（日语：機神兵団）（藤嶋芳子）
- 新·同棲時代 HAWAIAN BEEZE（戶谷繪里）
- 亂跑大戰！基因組獎盃（日语：スクランブル・ウォーズ 突走れ!ゲノムトロフィーラリー）（拉米）

1995年
- 銀河少女傳說 ～哀傷的賽雷茵～（日语：銀河お嬢様伝説ユナ）（英知的艾路那）

1996年
- 銀河少女傳說 ～深暗的仙女～（日语：銀河お嬢様伝説ユナ）（英知的艾路那）

### 遊戲
1985年
- 時空女孩（日语：タイムギャル）（蕾佳）

1987年
- 超級真實麻雀PII（日语：スーパーリアル麻雀）（翔子）

1989年
- 伊蘇I·II（日语：イースI・II#イースI・II（PCE版））（瑪麗亞·梅莎）[注 2]

1992年
- 銀河大小姐傳說優奈（日语：銀河お嬢様伝説ユナ）系列（英知的艾路那、闇之女王、神樂坂優奈的媽媽〈神樂坂奈緒子〉）
- 英雄傳說II（女神芙蕾兒）[注 2]
- 魔法少女Silky Lip（日语：魔法の少女シルキーリップ）（莉普·蓋爾索克·善格克爾／大竹莉普）
- 法吉亞斯邪皇帝（日语：ファージアスの邪皇帝）（拉敏）

1993年
- 天使之詩II 墮天使的選擇（莉安納）

1994年
- 風之傳說世外桃源（日语：風の伝説ザナドゥ）（1994年—1995年，皮拉、旁白）2作品

1996年
- 新超級機器人大戰（日语：新スーパーロボット大戦）（結城沙羅、穆伊[33]）

1997年
- 光明與黑暗3三部曲 1—3（1997年—1998年，艾琳、佩恩、巴桑德、佩恩可、艾莉澤）3作品
- 超級機器人大戰F（結城沙羅）
- 銀河少女警察 Re-inforce（路易絲·戈德馬克）

1998年
- 超級機器人大戰F完結篇（結城沙羅）

1999年
- 小魔女大作戰（日语：魔女っ子大作戦）（夢野莎莉）

2000年
- ANIME CHAMP（日语：ビシバシチャンプ）（夢野莎莉）
- 超級機器人大戰α（結城沙羅）
- 北斗神拳 世紀末救世主傳說（日语：北斗の拳 世紀末救世主伝説）（尤莉亞（日语：ユリア (北斗の拳)））

2001年
- AIR（遠野美凪的母親）
- 超級機器人大戰α外傳（結城沙羅）
- 超級機器人大戰α for Dreamcast（結城沙羅）
- 松本零士999 ～Story of Galaxy Express 999～（日语：松本零士999 〜Story of Galaxy Express 999〜）（菲梅）

2002年
- 超級機器人大戰IMPACT（日语：スーパーロボット大戦IMPACT）（結城沙羅）

2004年
- 超級機器人大戰GC（日语：スーパーロボット大戦GC）（結城沙羅）

2005年
- 聖鬥士星矢 聖域十二宮篇（日语：聖闘士星矢 聖域十二宮編）（天鷹座魔鈴）
- 第3次超級機器人大戰α 終焉之銀河（結城沙羅）

2006年
- 超級機器人大戰XO（日语：スーパーロボット大戦GC）（結城沙羅）

2011年
- 第2次超級機器人大戰Z 破界篇（結城沙羅）

2012年
- 第2次超級機器人大戰Z 再世篇（結城沙羅）
- NEW LovePlus（高嶺珠深[34]）

2013年
- 超級機器人大戰Operation Extend（結城沙羅）

2014年
- NEW LovePlus＋（高嶺珠深）

2018年
- 超級機器人大戰X-Ω（日语：スーパーロボット大戦X-Ω）（結城沙羅）

2019年
- 超級機器人大戰T（拉·美鈴）

2020年
- 機動戰隊Iron Saga（結城沙羅[35]）

2022年
- 超級機器人大戰30（結城沙羅）[注 3]

### 外語配音

#### 電影
- 狠將奇兵（愛倫·艾姆〈黛安·蓮恩〉）※富士電視台版。

### 柏青哥、角子機
- 颯美 角子機北斗神拳（日语：北斗の拳 (パチスロ)）（尤莉亞（日语：ユリア (北斗の拳)））
- 颯美 柏青哥CR北斗神拳（日语：CR北斗の拳） 傳承／強敵（尤莉亞）

### 特攝影集
- 透明的小鳥 第18話（大山刑警的女兒：作為演員）
- 超人力霸王馬克斯（地底文明的聲音）

### 廣播劇CD、卡式錄音帶
- animate卡式錄音帶精選輯（日语：アニメイトカセットコレクション） 超獸機神斷空我（結城沙羅）
- 冒險!! 伊庫薩3 全3卷（伊庫薩1）
- 卡式錄音帶文庫 黃の戦士（伊庫薩1）
- 卡式錄音帶文庫 變幻退魔夜行 迦樓羅漫舞！（日语：カルラ舞う!） 奈良怨靈繪卷（扇舞子）
- CD廣播劇 風之傳說世外桃源（日语：風の伝説ザナドゥ）II 主角們的生日（皮拉）
- CD廣播劇 TARAKO PAPPARA PARADISE（皮拉）
- CD廣播劇 冒險！伊庫薩3 久等了，誕生！伊庫薩3（伊庫薩1）
- CD廣播劇 冒險！伊庫薩3 御意見無用！新組織四天王的反擊!!（伊庫薩1）
- CD廣播劇 夢幻精靈族 ～Marionette Generation～（神秘人偶女孩）
- （織倉美保）
- FALCOM SPECIAL BOX（日语：ファルコムスペシャルBOX） '95 CD廣播劇 風之傳說世外桃源（日语：風の伝説ザナドゥ）II（皮拉）
- 魔法使莎莉 獨唱鋼琴曲集（夢野莎莉）

### 電視劇
- 光之崖（日语：光る崖#1977年版）（1977年，TBS）—飾 山中康子
- （1977年—1978年，日本電視台）
  - 第9話
  - 第12話
- 白蘿蔔花（第5部）（日语：だいこんの花#だいこんの花（第5部））（1977年，朝日電視台）[8]
- 血的鎖鏈（日语：赤い絆）（1977年—1978年，TBS、大映電視（日语：大映テレビ））—飾 惠美
- 必殺工作人（日语：必殺仕事人） 第71話（1980年，朝日放送、松竹）—飾 御美代
- 心跳十字星（日语：ときめき十字星）（1980年—1981年，東京12頻道）
- 大江戶搜査網（日语：大江戸捜査網） 第543話（1982年，東京電視台、三船製片）—飾 阿初
- 遠山之金先生（日语：遠山の金さん (高橋英樹)）（1982年—1986年，朝日電視台）
- 松平右近事件簿（日语：松平右近事件帳） 第11話（1982年，日本電視台、UNION電影（日语：ユニオン映画））—飾 井村波江
- 新·松平右近（日语：松平右近事件帳）（1983年，日本電視台、UNION電影）—飾 御久美

### 舞台
- 藍鬍子公爵的城堡（友弟德）
- （六行會大廳，演出：矢嶋佑）

### 報導、綜藝節目
- （NHK，1978年—1979年，節目助理。並作為節目助理進行水肺潛水等挑戰）
- （東京12頻道）[2]
- （記者，東京電視台）
- 全明星感謝祭'98超豪華！猜謎決定版等待這個秋天特大號
- 我知道猜謎！可以請你說明嗎（日语：あなた説明できますか?）
- 30位動畫人物角色的臉讓你一次看個夠 春季新作特輯（日语：大胆MAP）（作為《北斗神拳》的尤莉亞（日语：ユリア (北斗の拳)）介紹，朝日電視台，2009年1月11日）
- （2014年9月21日，朝日電視台，與高橋仁美（日语：高橋ひとみ）身為寺山修司門下的同期生露面演出）

### 旁白
- EVE（旁白，朝日電視台）
- 四季日本（旁白）
- 火焰挑戰者（出題旁白）
- 全力以赴！全明星激突猜謎（日语：オールスター激突クイズ 当たってくだけろ!）（出題旁白）
- （旁白）
- 草野☆KID（日语：草野☆キッド）（旁白）
- 月刊野菜通信（日语：月刊やさい通信）（旁白）
- （旁白）
- THE BINGO之星（日语：ザ・BINGOスター）（旁白）
- 週刊WIDE競技場（日语：週刊ワイドコロシアム）（旁白）
- Zoom in!! SUPER（日语：ズームイン!!SUPER）（直播旁白）
- 世紀歪斗秀！THE 歷史在今夜 今夜織田信長SP（日语：世紀のワイドショー!ザ・今夜はヒストリー）（TBS，旁白，2012年1月18日）
- （富士電視台，旁白）
- 特搜！藝能警察學堂（日语：特捜!芸能ポリスくん）（旁白、出題旁白）
- 德光和夫的感動重逢"想見你"（日语：徳光和夫の感動再会"逢いたい"）（旁白）
- （旁白）
- 發掘！真有其事大百科（日语：発掘!あるある大事典）（旁白）
- BS景點（旁白）
- PingPong！（日语：ピンポン!）（旁白）
- Best Time（日语：ベストタイム）（旁白）
- 加藤綠的SAP PARADISE（旅Channel（日语：旅チャンネル），旁白）
- 若大將的悠哉悠哉散步（日语：若大将のゆうゆう散歩）（郵購單元（日语：若大将のゆうゆう散歩#「ゆうゆう散歩 いいものさがし」）、骨骨☆10秒體操（日语：若大将のゆうゆう散歩#「骨骨☆10秒体操」）（旁白）
- BAZOOKA!!!（日语：BAZOOKA!!!） 第2回地下猜謎王決定戰!!（日语：地下クイズ王決定戦!!）（旁白、出題旁白）

### 其它
- 未知的雨傘（未知）[注 4]
- 青山二丁目劇場（日语：青山二丁目劇場） 原創廣播劇「夕陽之歌」（文化放送）—飾演 麻友子
- 廣告魔法時裝設計師拉拉（日语：魔法のデザイナーファッションララ）（SHOWA NOTE（日语：ショウワノート））
- 動畫城（1982年，TBS廣播）
- Hagoromo Foods（日语：はごろもフーズ）『海底雞（日语：シーチキン）』網路廣告（2020年，、[36]）

## 音樂作品
單曲
| 發行年月日  | A面 B面 | 單曲名稱 | 作詞       | 作曲     | 編曲     | 唱片編號 | 出版公司        | 備註                                       |
| 1976年      | A 面    |          | 有馬三惠子 | 中島安敏 | 中島安敏 | RS-4     | TEICHIKU RECORD |                                            |
| 1976年      | B 面    |          | 有馬三惠子 | 中島安敏 | 中島安敏 | RS-4     | TEICHIKU RECORD |                                            |
|             | A 面    |          | 有馬三惠子 | 中島安敏 | 中島安敏 | RS-15    | TEICHIKU RECORD |                                            |
| B 面        |         |          |            | 中島安敏 | 中島安敏 | RS-15    | TEICHIKU RECORD |                                            |
|             | A 面    | 微笑     | 松山善三   | 中村泰士 | 戶塚修   | AK-676   | 哥倫比亞唱片    | 電視劇《默默無聲的人》主題歌               |
| B 面        |         | 中村泰士 |            | 中村泰士 | 戶塚修   | AK-676   | 哥倫比亞唱片    |                                            |
| 1980年 12月 | A 面    |          | 山上路夫   | 森田公一 | 赤野立夫 | CK-579   | 哥倫比亞唱片    | 電影動畫《人造人009 超銀河傳說》劇中插入歌 |
| 1980年 12月 | B 面    |          | 山上路夫   | 濱圭介   | 赤野立夫 | CK-579   | 哥倫比亞唱片    |                                            |
| 1983年 4月  | A 面    |          | 千家和也   | 渡邊岳夫 | 青木望   | KV-3036  | Victor Record   | 電視動畫《喬琪姑娘》片頭主題曲             |
| 1983年 4月  | B 面    |          | 井澤滿     | 渡邊岳夫 | 青木望   | KV-3036  | Victor Record   | 電視動畫《喬琪姑娘》片尾主題曲             |

- （《北斗神拳》劇中插入歌）
- （《超獸機神斷空我》劇中插入歌、《超獸機神斷空我 白熱之終章》主題歌）
- （《活劇少女探偵團（日语：活劇少女探偵団）》片頭主題曲）
- !!（《戰鬥吧!! 伊庫薩1 ACT-II 伊庫薩Σ的挑戰》形象歌曲）
- （《俏皮小百寶》形象歌曲）
- （《神通小精靈》插入歌）
- 夢飛行（《NORA》片尾主題曲）
- （《時空女孩TIME GAL（日语：タイムギャル）》Mega-CD版片頭主題曲）
- （《魔法少女Silky Lip（日语：魔法の少女シルキーリップ）》片頭主題曲）
- （《魔法少女Silky Lip》片尾主題曲）

## 腳註

## 外部連結
- 山本百合子｜青二Production （日語）